# Reverso
Reverso — веб-сайт, специализирующийся на автоматизированном переводе и помощи в изучении языка. Сайт предлагает онлайн-словари, перевод в контексте, проверку орфографии, поиск синонимов и средства грамматического спряжения.
Сайт поддерживается французской компанией Reverso-Softissimo.

## Функциональность
Набор лингвистических инструментов Reverso привлекает более 40 миллионов уникальных пользователей ежемесячно, и включает в себя различные мобильные и веб-приложения для перевода и обучения языку. Эти сервисы поддерживают различные языки, среди которых английский, французский, испанский, итальянский, русский и другие. В основном функциональность доступна бесплатно и без обязательной регистрации.
Кроме веб-сайта и мобильных приложений для Android и iOS, Reverso предлагает расширения для браузеров Firefox и Chrome.
Reverso Context — это мобильное и веб-приложение, объединяющее данные из различных многоязычных корпусов с целью поиска перевода в контексте. Продукт в основном использует тексты из фильмов, книг и правительственных документов, позволяя пользователю получить перевод, учитывающий особенности языка, а также синонимы и голосовую озвучку. Кроме того, приложение предоставляет возможности обучения языкам, включая карточки для запоминания, сгенерированные на основании слов в предложениях-примерах.
Reverso Dictionary предлагает общедоступные переводные и толковые словари с возможностью для пользователей оставить отзыв или предложить перевод.
Reverso Localize позволяет переводить документы, сайты, компьютерные и мобильные приложения, а также структурированные данные (например, базы данных), сохраняя их структуру и внешний вид.
Кроме того, присутствует функциональность для спряжения глаголов, проверки орфографии, а также грамматический справочник для изучающих языки.

## История
Reverso был впервые выпущен в июне 1998 года с целью предоставления машинного перевода в паре французский-немецкий.
В 1999 году официально добавлена поддержка перевода с французского на английский и обратно, и Reverso выбирают различные компании и организации: Compaq, France Telecom, Axa, французская армия, а также Департамент культуры Франции.
В 2013 году был выпущен Reverso Context. Этот сервис использует большие наборы данных и машинное обучение для предоставления перевода в контексте в рамках двух языков.
В 2016 году компания Reverso поглотила Fleex, сервис для изучения английского через фильмы с субтитрами. Изначально используя Netflix, Fleex расширил предложение до использования YouTube, конференции TED, а также пользовательских видеофайлов.
В 2018 году было выпущено мобильное приложение, которое объединяет функции машинного перевода и помощи изучающим язык.